# Engíion
Engíion o Èngíon (en llatí Enguium o Engyum, en grec antic Ἔγγυον) va ser una ciutat de l'interior de Sicília, cèlebre pel temple de la «Gran Mare» (Magna Mater).
Diodor de Sicília diu que va ser fundada per una colònia cretenca suposadament dels sobrevivents de l'expedició que Minos va fer a l'illa perseguint Dèdal, als que després del 1200 aC es van unir colons peloponesis dirigits per Meríones al tornar de la Guerra de Troia. Plutarc explica també aquest origen, i afegeix que a la ciutat s'ensenyaven les tombes de Meríones i d'Odisseu. La seva situació no és coneguda però devia estar al nord-est de Sicília, no llunyana a Apol·lònia de Sicília i Capition (Capitium). És possible que fos a la rodalia de la moderna Gangi i prop del naixement del riu Grande (Fiume Grande).
No va ser una colònia grega en temps històrics, i no es menciona fins al temps de Timoleont, quan aquest noble de Corint va expulsar al tirà Leptines, que tenia sotmeses les ciutats d'Engíion i d'Apol·lònia.
A la Segona Guerra Púnica es va mostrar favorable als cartaginesos, i per això Marc Claudi Marcel la va castigar durament, i es va salvar de la destrucció per la intervenció de Nícies un dels principals habitants de la ciutat. Escipió l'Africà va fer ofrenes al temple, ofrenes que Verres va saquejar, segons diu Ciceró. Plutarc diu que no era una ciutat gran, però molt antiga i celebrada pel seu temple, que Ciceró també anomena augustissimum et religiosissimum fanum i dedicada a la Mater Idaea (deessa del Mont Ida, a Creta). Se sap que en temps de Ciceró era municipi romà i es troba a la llista de ciutats de Sicília que van elaborar Plini el vell i Claudi Ptolemeu, però ja més tard no torna a ser esmentada.